# 6020 Miyamoto
6020 Miyamoto este un asteroid din centura principală de asteroizi.

## Descriere
6020 Miyamoto este un asteroid din centura principală de asteroizi. A fost descoperit pe 30 septembrie 1991 la Kitami de Kin Endate și Kazuro Watanabe. El prezintă o orbită caracterizată de o semiaxă mare de 2,30 ua, o excentricitate de 0,10 și o înclinație de 5,0° în raport cu ecliptica.